# Salvový raketomet

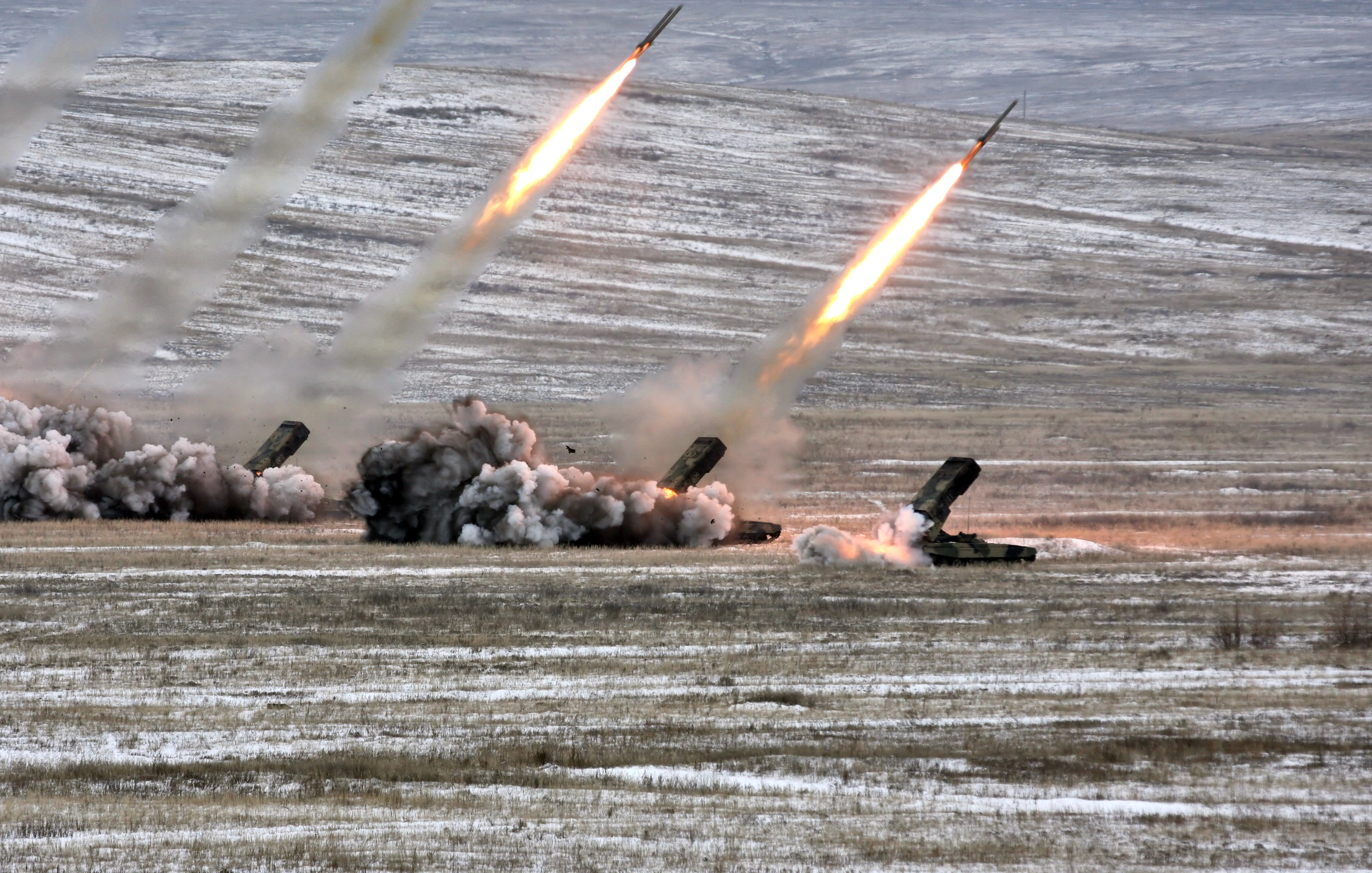
Systém TOS-1A v akci

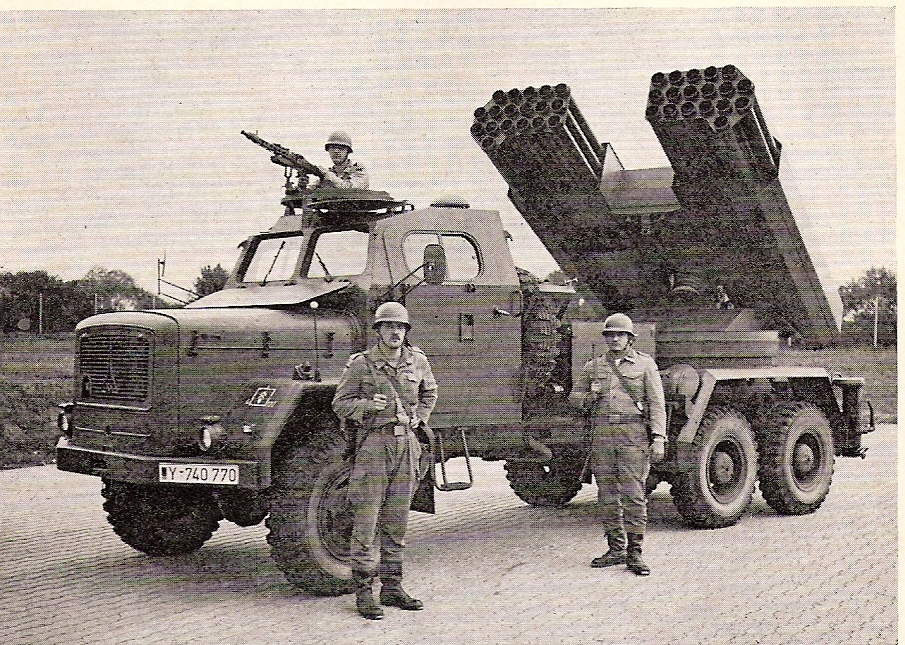
Raketomet LARS 1 na podvozku Magirus-Deutz 178 D 15 A

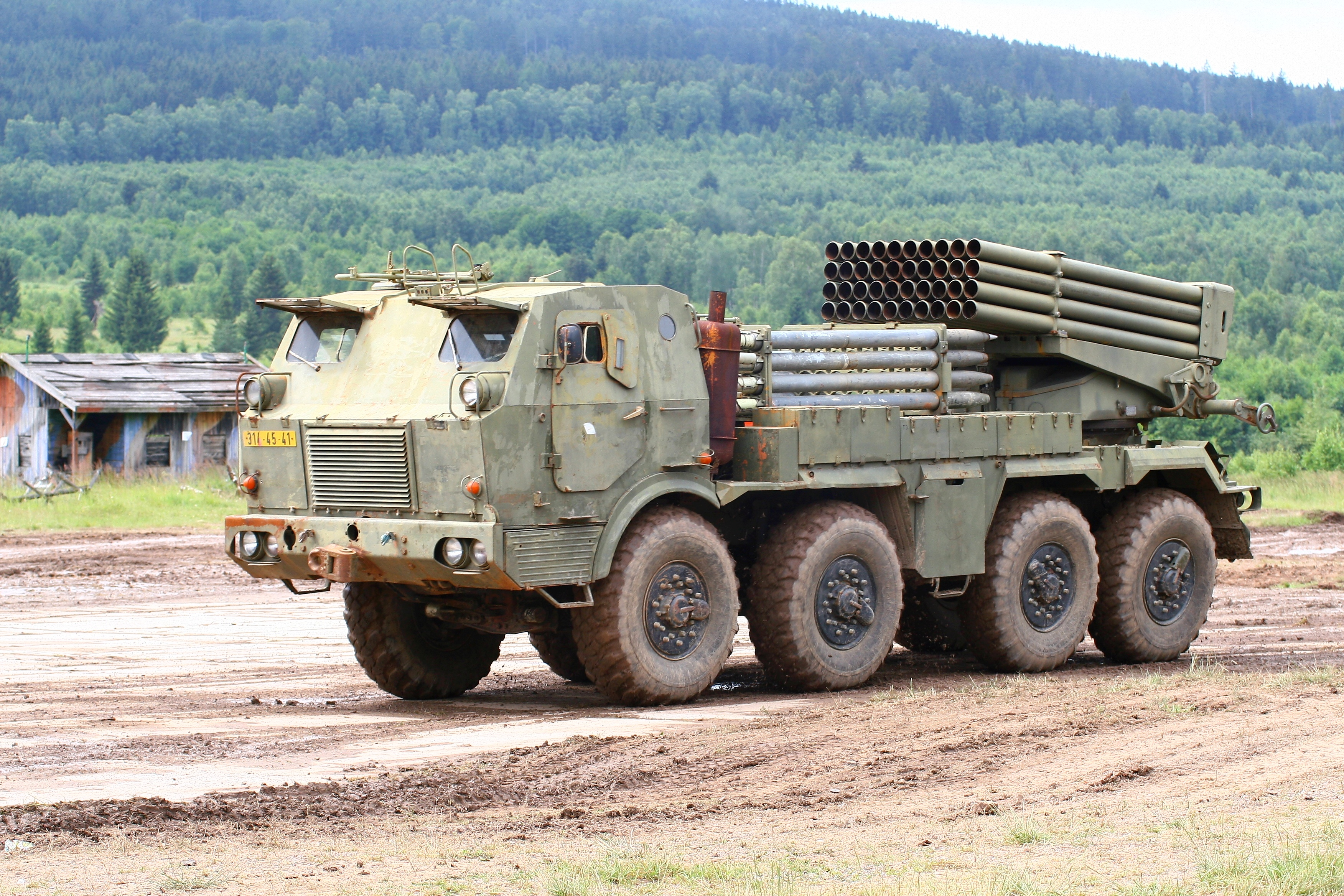
Salvový raketomet RM-70 ráže 122 mm z výzbroje AČR

Salvový raketomet (byť většina z nich dokáže i jednotlivé odpaly) čili vícenásobný raketomet, anglicky multiple rocket launcher (MRL) nebo multiple launch rocket system (MLRS), je typ raketového dělostřeleckého systému, který se skládá z vícera hlavní (raketnic), namontovaných na stejné platformě. Střílí svou výzbroj podobným způsobem jako v salvách. Rakety mají vlastní pohon a odlišné charakteristiky oproti dělostřeleckým granátům, například větší efektivní dostřel, nižší zpětný ráz. Salvový raketomet má obvykle podstatně vyšší užitečné zatížení než obdobně velká dělostřelecká platforma o stejné velikostí nebo schopnost nést více hlavic.
Neřízené raketové dělostřelectvo je ve srovnání s dělostřelectvem notoricky nepřesné a jeho nabíjení je pomalé. Salvový raketomet to kompenzuje schopností odpálit několik raket v rychlém sledu za sebou, což ve spojení s velkou zónou dopadu každé hlavice může snadno zajistit kobercovou palbu nad cílovou oblastí. Moderní rakety však mohou kombinovat výhody raket s vyšší přesností naváděné munice pomocí GPS nebo inerciálního vedení.